# Stade Auguste Vollaire
Das Stade Auguste Vollaire ist ein Fußballstadion in Centre de Flacq, der Bezirkshauptstadt von Flacq, dem größten Bezirk von Mauritius. Es hat eine Kapazität von 4000 Plätzen.

## Geschichte
Eröffnet wurde das Stadion 1991. Genutzt wurde es u. a. 2003 sowie 2019 für die Indian Ocean Island Games, darunter das Finale der 2019er-Spiele. Um die Kapazität für diese Partie zu erhöhen, wurden Plastikstühle auf der Laufbahn platziert.
Neben der mauritischen Fußballnationalmannschaft trägt hier der Fußballclub Faucon Flacq SC seine Heimspiele aus.
Im Rahmen der Maßnahmen gegen die COVID-19-Pandemie war das Stadion zwischenzeitlich für die Öffentlichkeit geschlossen.